# Canda foliifera
Canda foliifera är en mossdjursart som beskrevs av Harmer 1926. Canda foliifera ingår i släktet Canda och familjen Candidae. Inga underarter finns listade i Catalogue of Life.